# Liverpool Metropolitan Cathedral
The Metropolitan Cathedral Church of Christ the King (vanligtvis benämnd Liverpool Metropolitan Cathedral, och ibland "Paddy's Wigwam" eller '"Mersey Funnel'" av lokalbefolkningen) är en romersk-katolsk katedral i Liverpool, Merseyside, England. Katedralen är säte för ärkebiskopen av Liverpool och för Liverpools romersk-katolska ärkestift. Metropolitan Cathedral är den ena av stadens två katedraler. Den andra, den anglikanska Cathedral Church of Christ in Liverpool, är belägen ungefär en kilometer söderut. Katedralen är listad som kulturskyddad byggnad, och får därmed inte modifieras eller byggas till utan speciellt tillstånd.
Tidigare utformningar för katedralen har föreslagits 1853, 1933 och 1953, men ingen av dem slutfördes. Den nuvarande kyrkan är ritad i modernistisk stil av vinnaren av arkitekttävlingen för utformningen av katedralen, den engelske arkitekten Sir Frederick Gibberd. Byggnationen inleddes 1962 och stod klart för invigning fem år senare, 14 april 1967. 

## Historia

### Pugins utformning

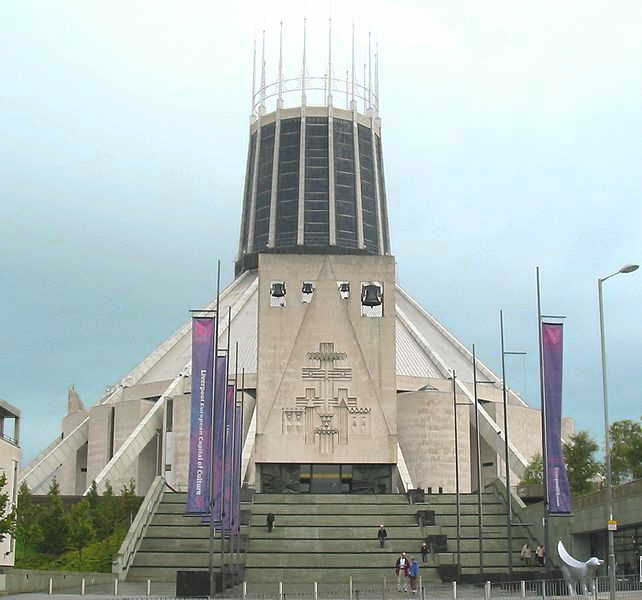
Liverpool Metropolitan Cathedral, huvudingång

Under den stora svälten på Irland (1845–1852) ökade den katolska befolkningen i Liverpool dramatiskt. Ungefär en halv miljon irländare, huvudsakligen katoliker, flydde till England för att undkomma svälten. Många av dessa reste vidare från Liverpool till Nordamerika, medan andra stannade kvar i staden. För att möta den ökande katolska befolkningen, bestämde ärkebiskopen av Liverpool Alexander Goss att en ny katedral skulle byggas och förläggas på St. Edward's College-området på St. Domingo Road i Everton..
1853 gav Goss, som då var biskop, uppdraget att bygga en ny katedral till Edward Welby Pugin (1833–1875). Den första delen av katedralen, Lady Chapel, stod klar tre år senare. Men på grund av att finansiella resurser istället behövde användas till utbildning av katolska barn, avslutades bygget vid den här tidpunkten och Lady Chapel (senare namn Our Lady Immaculate) blev den lokala katolska församlingens kyrka tills den revs på 1980-talet.

### Lutyens utformning
Efter att kyrkan köpt mark på Brownlow Hill 1930 fick arkitekten sir Edwin Lutyens (1869–1944) uppdraget att rita en kyrkobyggnad som skulle utgöra den nya katedralen. Uppdragsgivarna ville att katedralen skulle svara mot den anglikanska ny-gotiska Liverpool Cathedral, ritad av Giles Gilbert Scott, vilken byggdes längre ner på samma gata. Lutyen ritade en jättekyrka som skulle ha blivit världens näst största, med världens största kupol som till och med större än den i Peterskyrkan i Vatikanen. Byggnadsarbetet inleddes på annandag pingst, 5 juni 1933 och finansierades till största delen av bidrag från Liverpools katolska arbetarklass. 1941 blev man tvungen att avbryta bygget, på grund av ransoneringar under andra världskriget, samt att kostnaderna hade ökat från budgeterade tre miljoner pund till 27 miljoner. 1956 återupptogs arbetet med kryptan och avslutades två år senare. Därefter ansågs kostnaderna för Lutyens katedral alldeles för höga och katedralbygget avslutades, med endast kryptan färdigställd.

### Scotts reducerade utformning
Efter att Lutyens ambitiösa ritningar gått om intet, fick Adrian Gilbert Scott 1953 uppdraget att rita en mindre katedral med en budget på 4 miljoner pund. Hans förslag blev en nerskalad variant av Lutyens byggnad, men med den mäktiga kupolen kvar. Ritningarna fick utstå mycket kritik, och bygget inleddes aldrig.

### Gibberds utformning
Dagens katedral ritades av Sir Frederick Gibberd (1908–84). Byggnationen inleddes i oktober 1962 och stod klart knappt fem år senare, och konsekrerades på pingstafton 14 maj 1967. Kort efter invigningen, upptäcktes arkitektoniska brister i konstruktionen, vilket ledde till att kyrkoledningen stämde Fredrick Gibberd på 1,3 miljoner pund. Stämningen bestod av fem punkter, varav de två allvarligaste bestod i att aluminiumtaket läckte, samt att mosaikplattor lossnade från valvribborna.

### Övrigt
CNN har rankat katedralen som världens sjunde fulaste byggnad. 

## Galleri

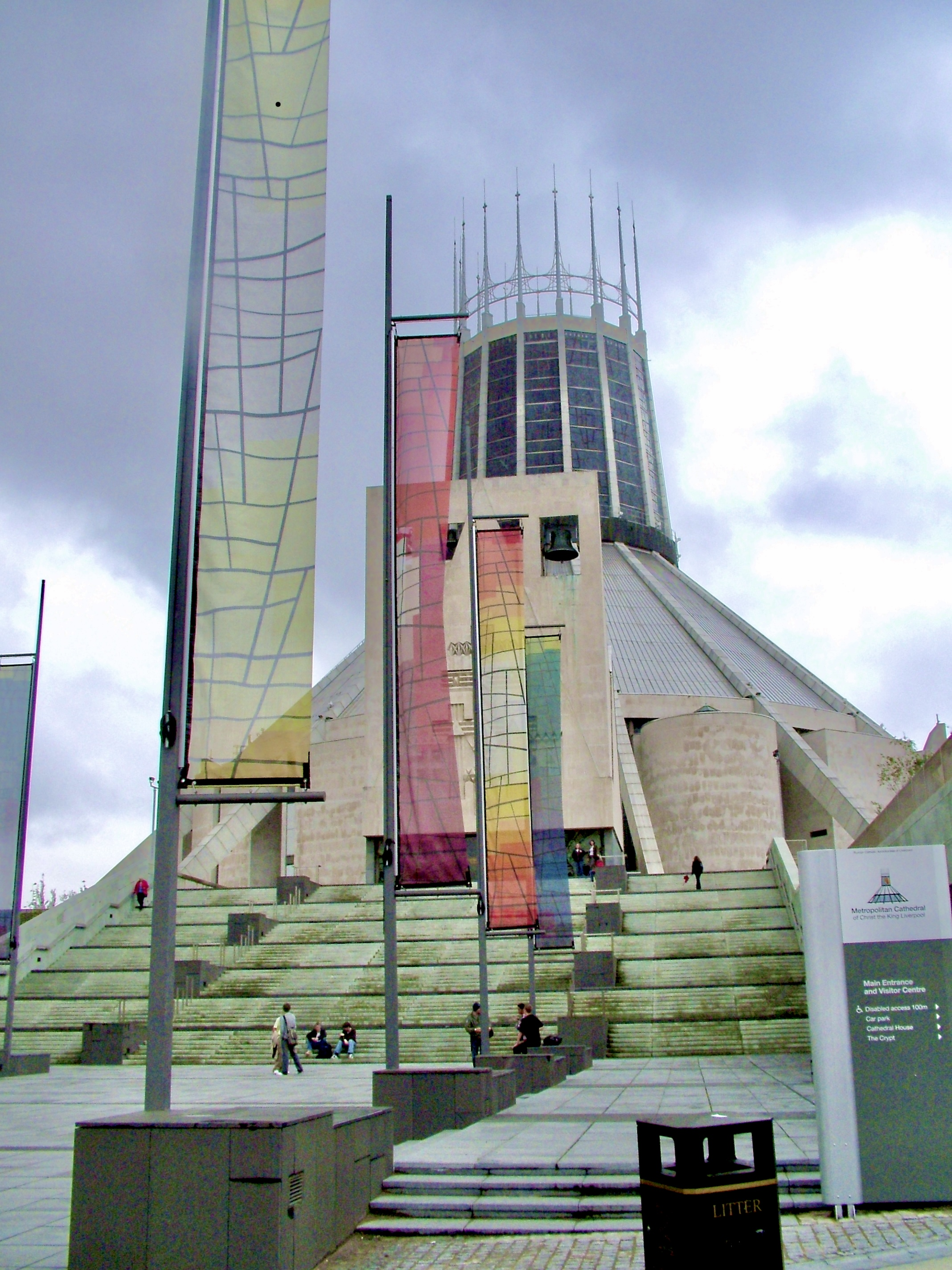
Trapporna till katedralens huvudingång
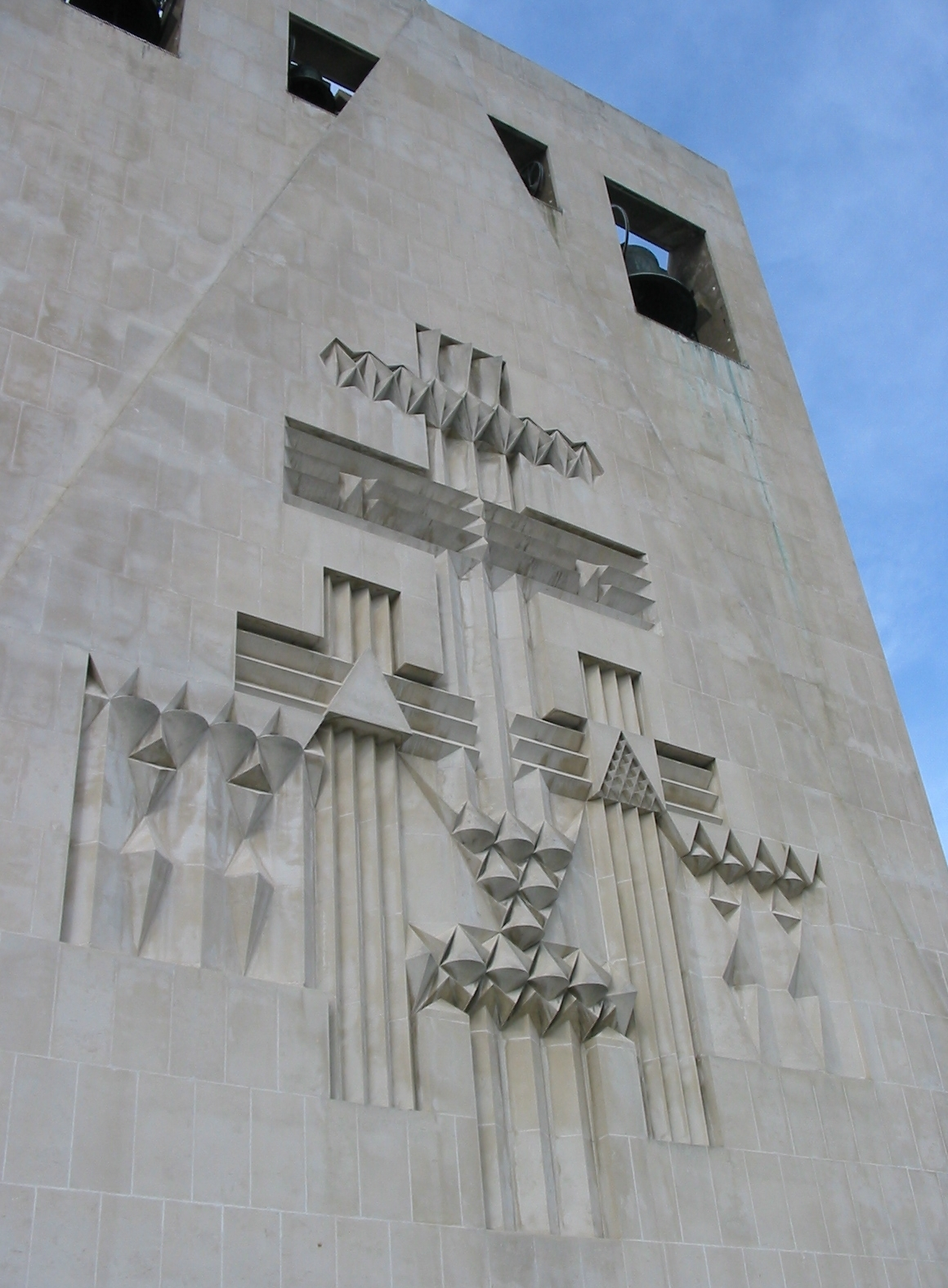
De fyra kyrkklockorna
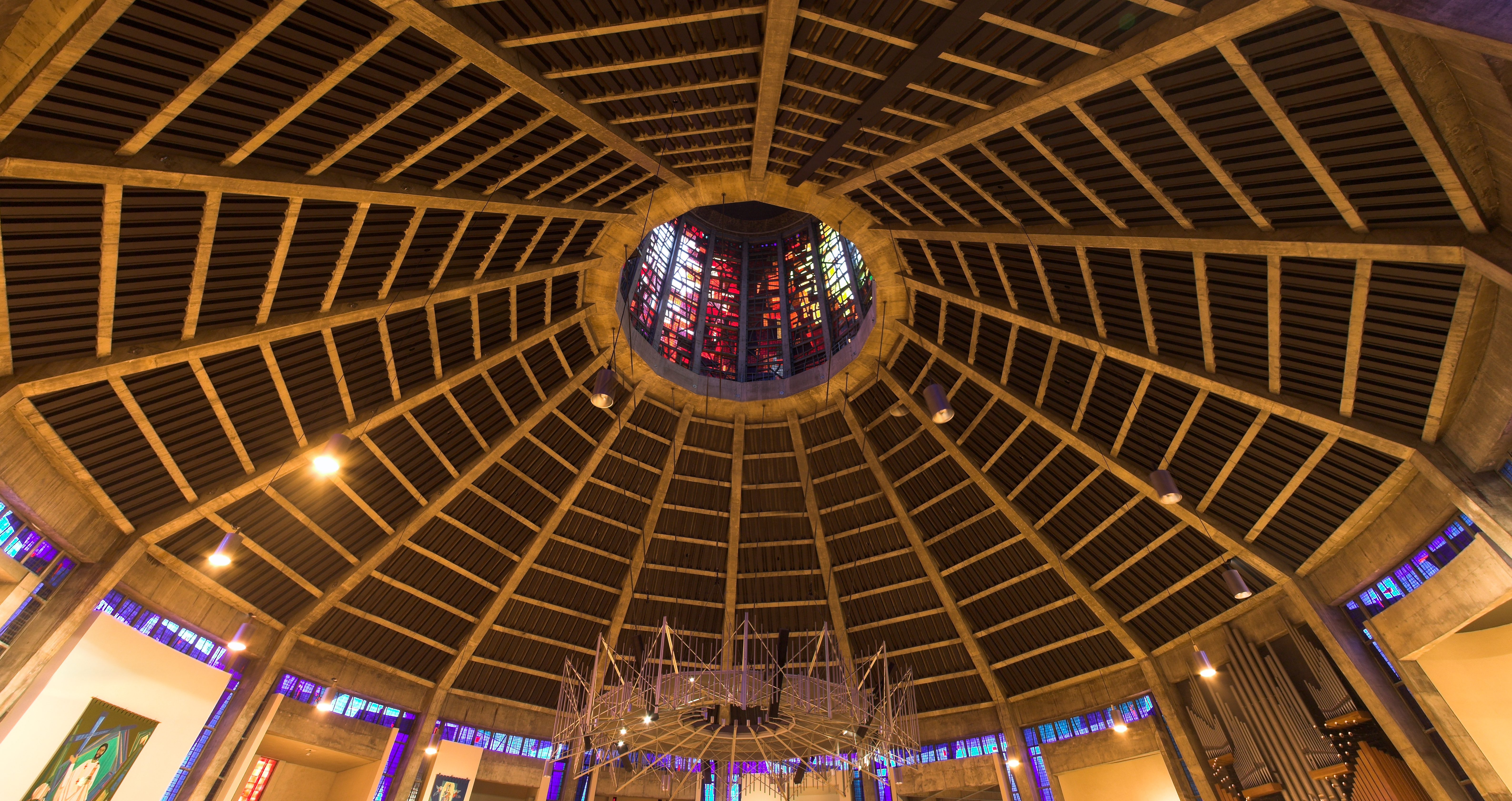
Innertaket